# محاصره طرابلس (۱۲۸۹)
سقوط طرابلس(انگلیسی: Fall of Tripoli) ، به جریان تسخیر و نابودی کنت‌نشین طرابلس به وسیله ممالیک مصر اشاره دارد. این اتفاق در مارس ۱۲۸۹ آغاز شد و تا آوریل همان سال ادامه یافت؛ و حادثه‌ای مهم در جریان جنگ‌های صلیبی بود چرا که یکی از ۴ مرکز مهم صلیبیون در اراضی مقدس به شمار می‌رفت. از نبرد نگاره مشهوری باقی مانده است که با عنوان کوچرالی کودکس در دهه ۱۳۳۰ در جنوا به تصویر کشیده شده است.